# Francisco Libânio Colás
Francisco Libânio Colás (São Luís, c. 1830 – Recife, 9 de fevereiro de 1885) foi um compositor, maestro, violinista, trompetista, flautista e arranjador brasileiro, sendo considerado o primeiro músico maranhense a ter uma carreira nacional e um dos precursores do nacionalismo folclorista no país.

## Vida pessoal
Francisco Libânio Colás provavelmente nasceu no ano de 1830, filho do empresário teatral, clarinetista e mestre-de-capela português Francisco Antônio Colás, conhecido como Chico da Música, e Jerônima Maria Colás. Entre seus irmãos, havia três músicos: o trompista Carlos Antônio Colás, o flautista e clarinetista Ezequiel Antônio Colás e o clarinetista Francisco Antônio. Na década de 1850, Francisco Libânio mudou-se para Pernambuco, tendo vivido entre 1874 e 1875 em Salvador.
Casou-se com Rufina de Oliveira, tendo sido amigo de Alberto Nepomuceno e de José Fachinetti.

## Carreira musical
Tendo estudado música em casa com seu pai, aos 15 anos tocava violino e trompete nos grupos musicais de São Luís. [[
Segundo o padre Jaime C. Diniz, Francisco Libânio Colás compôs "uma vastíssima obra", principalmente peças religiosas e operetas, infelizmente perdida. Sabe-se que também compôs muitas peças populares, em particular polcas, às quais há referência no romance "O mulato", de Aluízio Azevedo. Segundo Cernicchiaro, Francisco Libânio escreveu as operetas "Meus olhos! Meu nariz! Minha boca!", "Uma Véspera de Reis", "Sete passos" e "Viveiro do Frei Anselmo", enquanto o pesquisador Renato Almeida acrescenta à lista "Horas de humor". Dentre as composições populares, os destaques são o "Tango do Clube do Junco", a polca "Os reis da Lapinha" e a quadrilha-lundu-tango "Crioula", que o maestro Guerra Peixe se orgulhava de possuir em seu arquivo.
Em 1854, após trabalhar com a atriz Carmela Lucci, era considerado o melhor arranjador de teatros de São Luís. Nesta época, regeu diversas óperas italianas. Quando morou em Salvador, entre 1874 e 1875, Francisco Libânio foi o regente da orquestra do Teatro São João, tendo estreado com sucesso sua opereta "Uma Véspera de Reis", com texto de Artur Azevedo e cujo papel principal fora interpretado por Xisto Bahia. Dirigiu, ainda, temporadas no Teatro São Luiz, em São Luís, e no Teatro Santa Isabel, no Recife, sendo o responsável pela apresentação de estreia do Theatro da Paz, em Belém.

## Legado
Em 2010, o pesquisador João Berchmans Carvalho produziu um artigo acadêmico detalhando os fatos conhecidos da vida de Francisco Libânio Colás e, em particular, detalhando suas apresentações da opereta "Uma Véspera de Reis". A mesma obra foi objeto, ainda, de estudo acadêmico na Universidade Estadual de Feira de Santana, em 2021, que produziu uma edição crítica da obra e um documentário audiovisual. Em 2014, o pesquisador Alberto Dantas Filho realizou em tese de doutorado pela Universidade NOVA de Lisboa um estudo do "Mottetos a tres vozes" de Francisco Libânio.